# Колпяна
Колпя́на (в верховьях — Колпянка) — река в Московской области России, протекает по территории городского округа Шаховская и Волоколамского городского округа.
Берёт начало в 1 км к юго-востоку от платформы «149 км» Рижского направления Московской железной дороги, у деревни Большое Сырково впадает в реку Ламу в 82 км от её устья по левому берегу. Длина реки составляет 32 км, водосборная площадь — 169 км². Притоки — Галка, Хмелёвка, Муравка.
Находится в древней тверской волости Колпь, вошедшей в Волоцкий уезд в конце XV века. По распространённому в прошлом обычаю волости именовали по названию рек, в связи с чем первичной формой гидронима можно считать Колпь, а Колпяна — более позднее производное название. М. Фасмер связывает гидроним Колпь с латинским Platalea leucordia — птица семейства ибисов, русским колпица — «молодая самка лебедя», украинским колпець — «род пеликана», верхнелужицким kolp — «лебедь», литовскими gulbe — «лебедь» и gulbis — «самец лебедя». Приведённые данные показывают связь с названием водоплавающей птицей (вероятно, лебедем), присвоенным славянским или балтийским населением. В. Н. Топоров для названия Колпяна приводит в качестве параллелей и основы для понимания ряд балтийских гидронимов — прусское gulben, литовские gulbinas, gulbine и другие.
По данным Государственного водного реестра России, относится к Верхневолжскому бассейновому округу, речной бассейн — (Верхняя) Волга до Куйбышевского водохранилища (без бассейна Оки), речной подбассейн — Волга до Рыбинского водохранилища, водохозяйственный участок — Волга от города Твери до Иваньковского гидроузла (Иваньковское водохранилище).